# Машлок (Тимиш)
Машлок (рум. Maşloc) насеље је у Румунији у округу Тимиш у општини Машлок. Oпштина се налази на надморској висини од 175 m.

## Историја
По "Румунској енциклопедији" место "Махалака" се помиње 1332. године. Године 1475. добија статус града да би 1561. године било напуштено. У њему је 1717. године пописано 14 кућа. Колонизовањем Немаца 1770-1771. године настало је насеље са 90 кућа и католичком црквом названо Блументал. Место ће током 19. века бити спахилук српских племића Поповић - Текелија из Арада.
Аустријски царски ревизор Ерлер је 1774. године констатовао да место Блументал припада Сентмиклошком округу, Липовског дистрикта. Ту је римокатоличка црква а становништво је било немачко.

## Становништво
Према подацима из 2002. године у насељу је живело 3985 становника.

### Попис2002.
| Расподела становништва по националности 2002.‍ | Расподела становништва по националности 2002.‍ | Расподела становништва по националности 2002.‍ | Расподела становништва по националности 2002.‍ | Расподела становништва по националности 2002.‍ |
| --------------------------------------------- | --------------------------------------------- | --------------------------------------------- | --------------------------------------------- | --------------------------------------------- |
|                                               |                                               |                                               |                                               |                                               |
| Румуни                                        | Румуни                                        |                                               | 3.386                                         | 85,0%                                         |
| Мађари                                        | Мађари                                        |                                               | 155                                           | 3,9%                                          |
| Роми                                          | Роми                                          |                                               | 98                                            | 2,5%                                          |
| Украјинци                                     | Украјинци                                     |                                               | 307                                           | 7,7%                                          |
| Немци                                         | Немци                                         |                                               | 31                                            | 0,8%                                          |
| Срби                                          | Срби                                          |                                               | 6                                             | 0,2%                                          |

### Хронологија
| Година       | 1992 | 1993 | 1994 | 1995 | 1996 | 1997 | 1998 | 1999 | 2000 | 2001 | 2002 | 2003 | 2004 | 2005 | 2006 | 2007 | 2008 | 2009 | 2010 | 2011 | 2012 | 2013 | 2014 | 2015 | 2016 | 2017 |
| ------------ | ---- | ---- | ---- | ---- | ---- | ---- | ---- | ---- | ---- | ---- | ---- | ---- | ---- | ---- | ---- | ---- | ---- | ---- | ---- | ---- | ---- | ---- | ---- | ---- | ---- | ---- |
| Становништво | 3695 | 3787 | 3764 | 3730 | 3751 | 3754 | 3806 | 3816 | 3824 | 3817 | 3815 | 3813 | 2355 | 2383 | 2396 | 2421 | 2444 | 2458 | 2487 | 2514 | 2501 | 2455 | 2473 | 2474 | 2490 | 2487 |